# Happily N'Ever After
Happily N'Ever After is een via de computer bewerkte animatiefilm uit 2007 onder regie van Paul J. Bolger. De film is gebaseerd op de sprookjes van de Gebroeders Grimm en is uitgebracht door Lions Gate Films. Sigourney Weaver, Sarah Michelle Gellar en Freddie Prinze jr. spreken de stemmen van de hoofdpersonen in.

## Rolverdeling
| Acteur                | Personage          |
| --------------------- | ------------------ |
| Jon Polito            | Wolf 1             |
| Freddie Prinze jr.    | Rick               |
| Tom Kenny             | Amigo 3            |
| Jim Ward              |                    |
| Patrick Warburton     | Prince Humperdinck |
| George Carlin         | De tovenaar        |
| Sarah Michelle Gellar | Ella               |
| Wallace Shawn         | Munk               |
| Andy Dick             | Mambo              |
| Sigourney Weaver      | Frieda             |
| Mike McShane          | Rumpelstiltskin    |
| Lisa Kaplan           | Fairy Godmother    |
| Rob Paulsen           |                    |
| Philip Proctor        |                    |
| Tress MacNeille       |                    |

Roger L. Jackson verzorgde daarnaast diverse aanvullende stemmen.